# Castano Primo
Castano Primo település Olaszországban, Lombardia régióban, Milánó megyében. Lakosainak száma 10 801 fő (2023. január 1.). Castano Primo Buscate, Cameri, Cuggiono, Lonate Pozzolo, Magnago, Robecchetto con Induno, Turbigo, Vanzaghello és Nosate községekkel határos.

## Népesség
A település lakossága az elmúlt években az alábbi módon változott:
| Lakosok száma | 11 208 | 11 249 | 11 228 | 10 801 |
|               | 2013   | 2017   | 2018   | 2023   |